# Bahnhof Kichijōji
Der Bahnhof Kichijōji (jap. 吉祥寺駅, Kichijōji-eki) ist ein Bahnhof auf der japanischen Insel Honshū, der von den Bahngesellschaften JR East und Keiō Dentetsu betrieben wird. Er befindet sich in der Präfektur Tokio auf dem Gebiet der Stadt Musashino, genauer im Stadtteil Kichijōji.

## Verbindungen
Den Namen Kichijōji tragen zwei benachbarte Bahnhöfe, die betrieblich nicht miteinander verbunden sind. Im Durchgangsbahnhof verlaufen parallel zueinander die Chūō-Hauptlinie von Tokio über Shinjuku nach Shiojiri (deren Gleise identisch mit jenen der Chūō-Schnellbahnlinie Tokio–Shinjuku–Takao sind) sowie die Chūō-Sōbu-Linie von Mitaka über Akihabara nach Chiba. Diese drei Linien werden von der Bahngesellschaft JR East betrieben. Außerdem wird die Chūō-Sōbu-Linie zwischen Mitaka und Nakano von U-Bahn-Zügen der Gesellschaft Tōkyō Metro mitbenutzt, die zur Tōzai-Linie nach Nishi-Funabashi und Tsudanuma durchgebunden werden. Der südlich angrenzende Kopfbahnhof ist die Endstation der Inokashira-Linie der Bahngesellschaft Keiō Dentetsu nach Shibuya.
Im überregionalen Verkehr hält in Kichijōji täglich ein Zugpaar des Narita Express (成田エクスプレス), der Takao mit dem Flughafen Tokio-Narita verbindet. Das Angebot im Regionalverkehr auf der Chūō-Schnellbahnlinie umfasst die Kakueki-teisha-Nahverkehrszüge sowie die Kaisoku- und die Tsūkin kaisoku-Eilzüge mit Zugfolgen von wenigen Minuten. Ausgangspunkte sind in der Regel Tokio im Osten sowie Takao und Ōtsuki im Westen. Manche dieser Züge verkehren über Ōtsuki hinaus nach Kawaguchiko oder wechseln in Tachikawa auf die Ōme-Linie.
Der Lokalverkehr durch die inneren Tokioter Vororte wird auf der Chūō-Sōbu-Linie abgewickelt, die über eigene Gleise verfügt und von den beiden anderen Linien betrieblich unabhängig ist. Während der Hauptverkehrszeit beträgt die Zugfolge nur zweieinhalb Minuten, wobei mehrere Züge über Mitaka hinaus nach Musashi-Koganei verkehren und erst dort wenden. Tagsüber werden acht Züge stündlich angeboten. Außer während der morgendlichen Hauptverkehrszeit und am späten Abend verkehren stündlich bis zu fünf U-Bahnen der Tōzai-Linie über die nominelle Endstation Nakano hinaus nach Mitaka.
Auf der Inokashira-Linie gibt es ein dichtes Angebot an abwechselnd fahrenden Nahverkehrs- und Eilzügen, die zusammen während der Hauptverkehrszeit einen Drei- bis Fünf-Minuten-Takt ergeben. Zu den übrigen Zeiten herrscht in der Regel jeweils ein Acht-Minuten-Takt. Auf dem nördlichen und südlichen Bahnhofsvorplatz steht je ein Busterminal, sie werden von über 50 Linien der Gesellschaften Kantō Bus, Keiō Bus, Mubus, Odakyū Bus und Seibu Bus bedient.

## Anlage
Der Bahnhof steht inmitten eines dicht bebauten Geschäftsviertels mit zahlreichen Kaufhäusern, Einkaufsstraßen, Restaurants, Cafés und Geschäften. Etwa dreihundert Meter südwestlich davon befindet sich der Inokashira-Park, in dem der Fluss Kanda entspringt.
Der von JR East betriebene Teil der Anlage ist ein von Osten nach Westen ausgerichteter Durchgangsbahnhof und befindet sich auf einem breiten Viadukt. Er besitzt vier Gleise, die alle dem Personenverkehr dienen und an zwei überdachten Mittelbahnsteigen liegen. Dabei ist das nördliche Gleispaar dem Schnell- und Fernverkehr vorbehalten, das südliche dem Nahverkehr. Das Empfangsgebäude ist unter dem Viadukt angeordnet und von beiden Seiten her zugänglich, Aufzüge und Rolltreppen führen zu den Bahnsteigen hinauf. Am östlichen Ende der Bahnsteige gibt es eine Straßenunterführung. Die Anlage ist von zwei Einkaufszentren umgeben. An der Nordseite steht das von einer JR-Tochtergesellschaft betriebene Atré Kichijōji, an der Südseite das von Keiō Dentetsu betriebene achtgeschossige Kirarina Keiō Kichijōji. In letzteres integriert ist in erhöhter Lage das nördliche Ende des zweigleisigen Kopfbahnhofs der Inokashira-Linie, der zwei Seitenbahnsteige besitzt.
Im Fiskaljahr 2019 nutzten durchschnittlich 213.936 Fahrgäste täglich den Bahnhof (nur Einstiege). Davon entfielen 141.849 auf JR East und 72.087 auf Keiō Dentetsu.

## Bilder

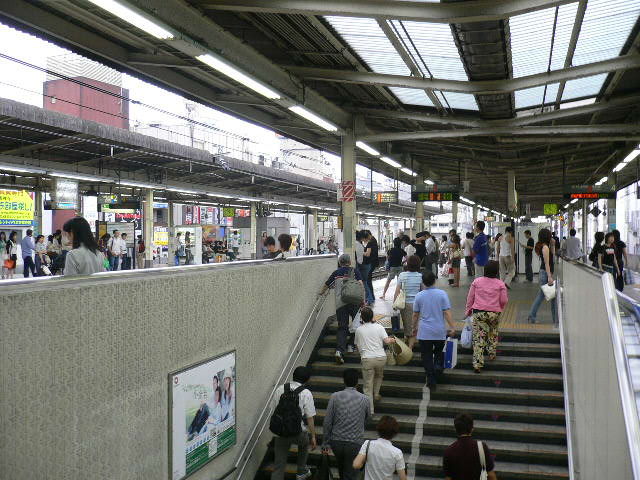
JR-Bahnsteige
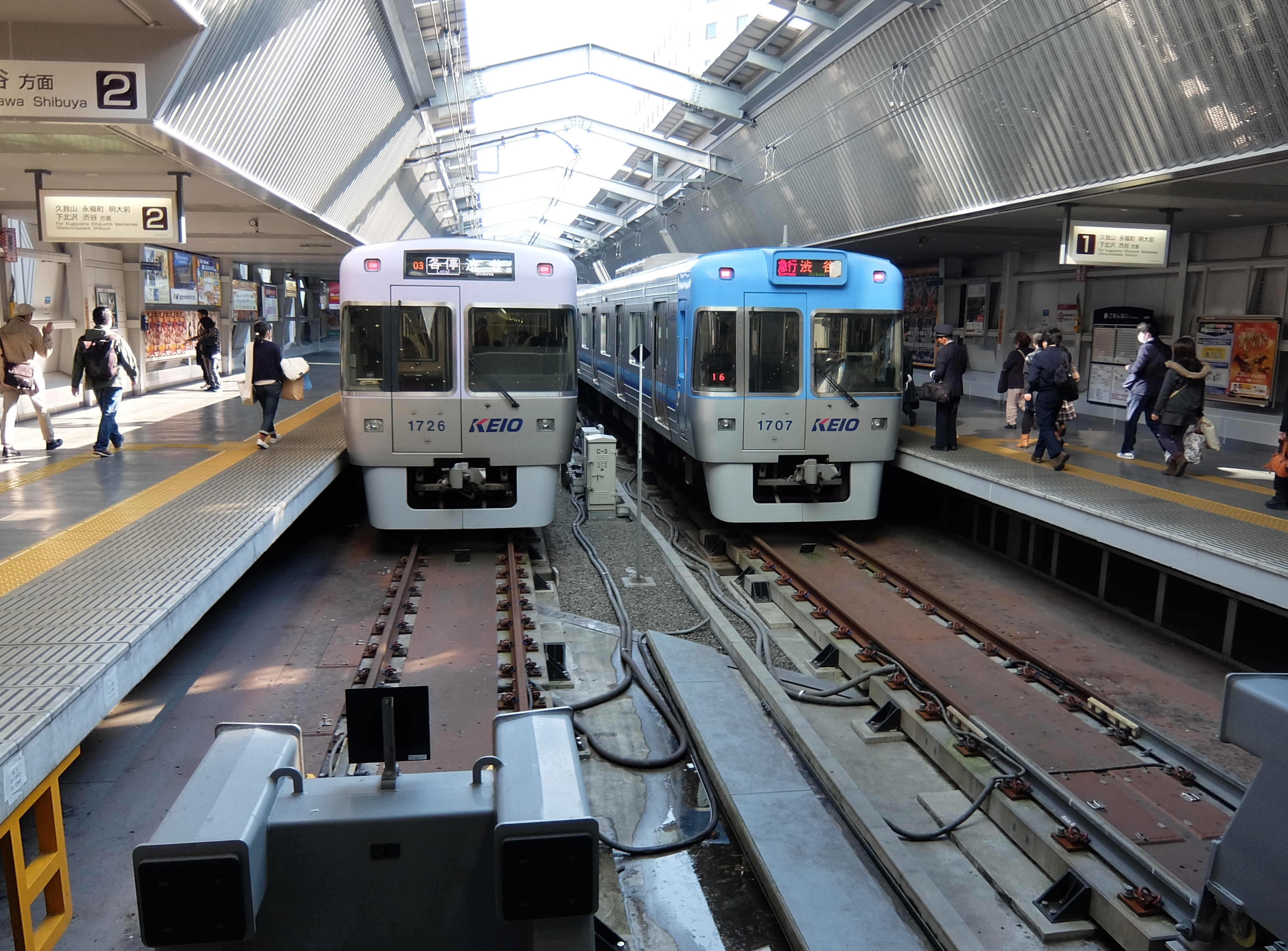
Keiō-Bahnsteige
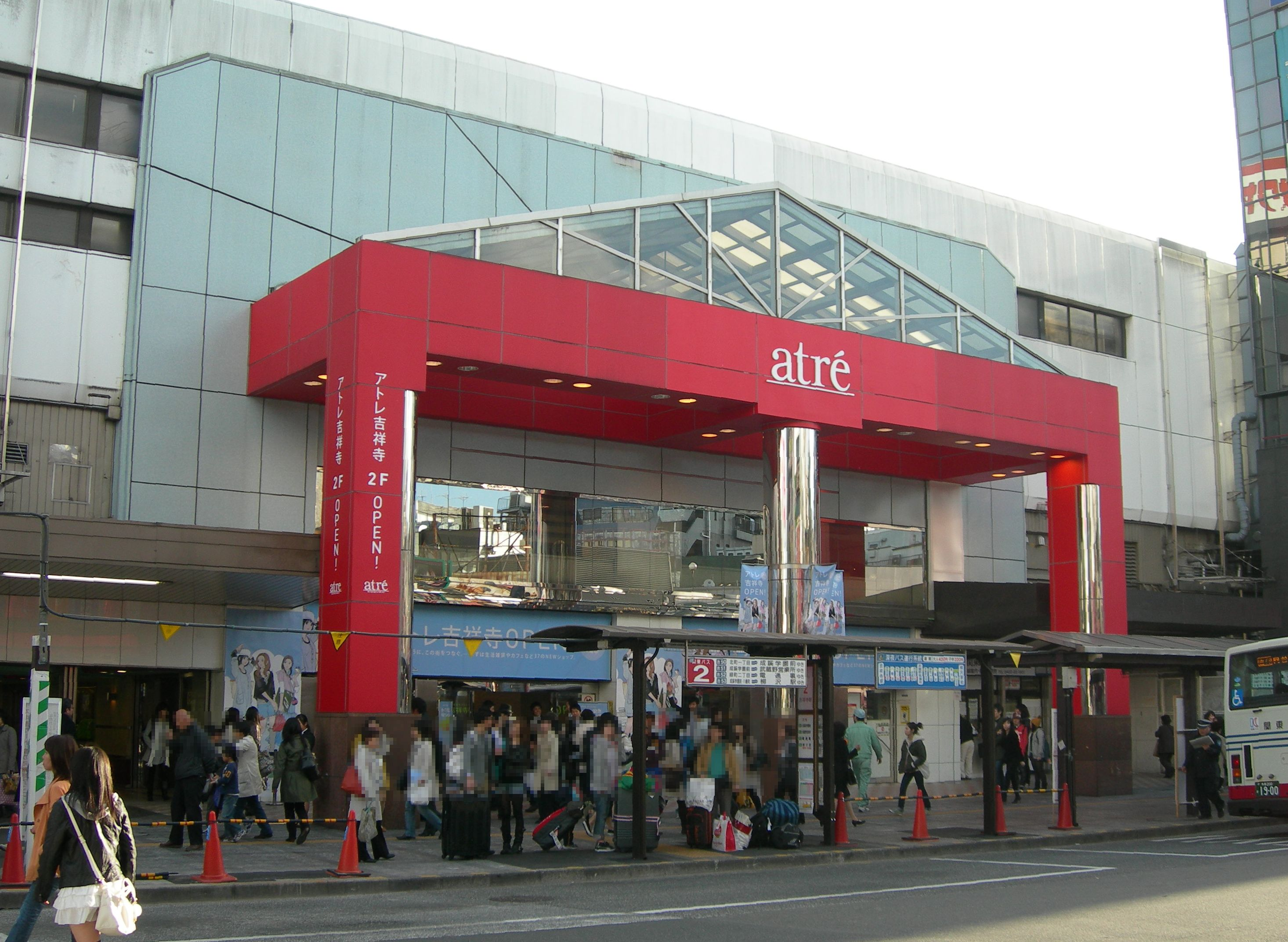
Einkaufszentrum Atré Kichijōji
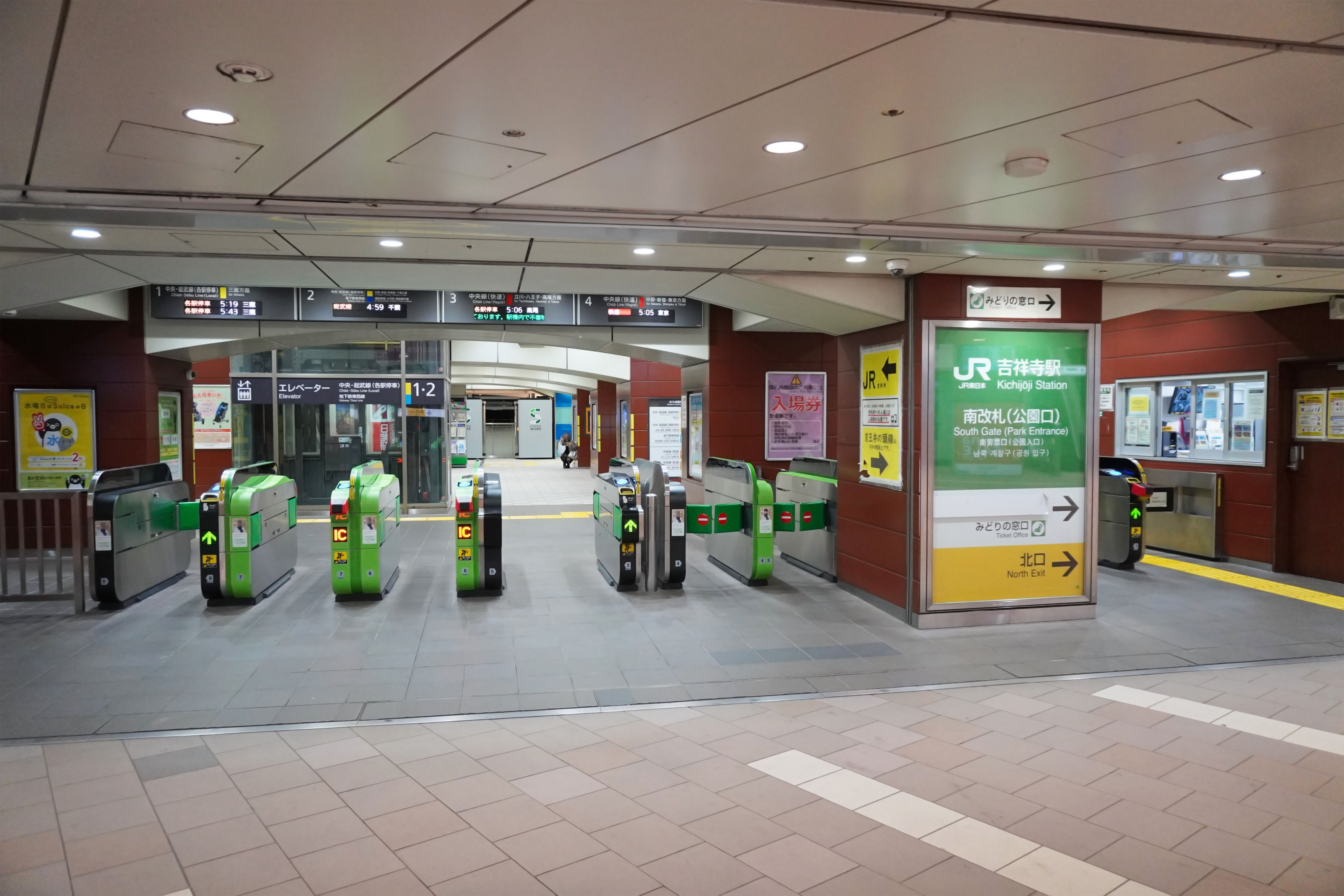
Bahnsteigsperren

## Gleise
JR East
| 1 | ▉ Chūō-Sōbu-Linie       | Mitaka                                                                               |
| 1 | Tōzai-Linie             | durchgebundene Züge nach Mitaka                                                      |
| 2 | ▉ Chūō-Sōbu-Linie       | Nakano • Shinjuku • Akihabara • Nishi-Funabashi • Chiba                              |
| 2 | Tōzai-Linie             | durchgebundene Züge nach Nakano • Iidabashi • Ōtemachi • Nishi-Funabashi • Tsudanuma |
| 3 | ▉ Chūō-Schnellbahnlinie | Mitaka • Tachikawa • Hachiōji • Takao                                                |
| 4 | ▉ Chūō-Schnellbahnlinie | Nakano • Shinjuku • Tokio                                                            |

Keiō Dentetsu
| 4 | ▉ Inokashira-Linie | Meidaimae • Shimo-Kitazawa • Shibuya |

## Linien
| Verlauf der Chūō-Schnellbahnlinie |
| --- |
| Tokyo –Kanda • Ochanomizu • Yotsuya • Shinjuku • Nakano • Kōenji • Asagaya • Ogikubo • Nishi-Ogikubo • Kichijōji • Mitaka • Musashi-Sakai • Higashi-Koganei • Musashi-Koganei • Kokubunji • Nishi-Kokubunji • Kunitachi • Tachikawa • Hino • Toyoda • Hachiōji • Nishi-Hachiōji • Takao |

| Verlauf der Chūō-Schnellbahnlinie |
| --- |
| Chiba • Nishi-Chiba • Inage • Shin-Kemigawa • Makuhari • Makuharihongō • Tsudanuma • Higashi-Funabashi • Funabashi • Nishi-Funabashi • Shimōsa-Nakayama • Moto-Yawata • Ichikawa • Koiwa • Shin-Koiwa • Hirai • Kameido • Kinshichō • Ryōgoku • Asakusabashi • Akihabara • Ochanomizu • Suidōbashi • Iidabashi • Ichigaya • Yotsuya • Shinanomachi • Sendagaya • Yoyogi • Shinjuku • Ōkubo • Higashi-Nakano • Nakano • Kōenji • Asagaya • Ogikubo • Nishi-Ogikubo • Kichijōji • Mitaka |

| Verlauf der Keiō Inokashira-Linie |
| --- |
| Shibuya • Shinsen • Komaba-Tōdaimae • Ikenoue • Shimo-Kitazawa • Shindaita • Higashi-Matsubara • Meidaimae • Eifukuchō • Nishi-Eifuku • Hamadayama • Takaido • Fujimigaoka • Kugayama • Mitakadai • Inokashira-kōen • Kichijōji |

## Geschichte

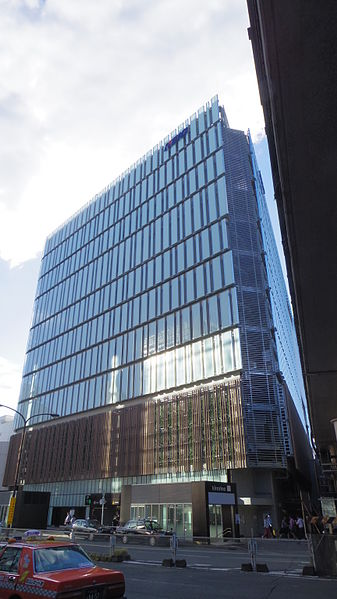
Einkaufszentrum Kirarina Keiō Kichijōji

Die Chūō-Hauptlinie bestand bereits seit 1889, doch fuhren die Züge zunächst zehn Jahre lang ohne Halt durch. Am 30. Dezember 1899 nahm die private Bahngesellschaft Kōbu Tetsudō den Bahnhof Kichijōji für den Personen- und Güterverkehr in Betrieb. Knapp sieben Jahre später wurde die Kōbu Tetsudō am 1. Oktober 1906 verstaatlicht. Die Teito Dentetsu, eine zur Odakyū-Gruppe gehörende private Bahngesellschaft, verlängerte die in Shibuya beginnende Teito-Linie am 1. April 1934 von Inokashira-kōen nach Kichijōji. Am 1. Mai 1940 fusionierte die Teito Dentetsu mit der Odakyū Dentetsu, die ihrerseits zwei Jahre später vorübergehend mit Tōkyū verschmolz. Infolge einer Neustrukturierung des Konzerns gelangte die Teito-Linie am 1. Juni 1948 unter der heutigen Bezeichnung Inokashira-Linie in den Besitz der Keiō Teito Dentetsu (seit 1998 Keiō Dentetsu).
Am 5. April 1965 stellte die Japanische Staatsbahn den Güterumschlag auf der Chūō-Hauptlinie ein. Dadurch schuf sie Platz für einen markanten Ausbau der Strecke, insbesondere ihre Verlegung auf ein Viadukt und den Bau einer zusätzlichen Doppelspur. Somit standen ab 6. April 1969 vier Durchfahrtsgleise zur Verfügung. Außerdem entstanden zwei neue Empfangsgebäude mit integrierten Einkaufszentren: 1969 das Kichijōji LonLon über der Chūō-Hauptlinie und 1970 das Terminal Echo über der Inokashira-Linie. Im Rahmen der Staatsbahnprivatisierung ging der ältere Bahnhofsteil am 1. April 1987 in den Besitz der neuen Bahngesellschaft JR East über. 2009/10 unterzog JR East das Kichijōji LonLon einer umfassenden Renovation und gab es den neuen Namen Atré Kichijōji. Keiō Dentetsu hingegen ließ im April 2010 das Terminal Echo abreißen; an dessen Stelle entstand ein Neubau namens Kirarina Keiō Kichijōji, der im April 2014 eröffnet wurde.